# Parji-gadaba
Parji-gadaba är en dravidisk språkgrupp som talas i Indien.